# Corroncui
Corroncui – miejscowość w Hiszpanii, w Katalonii, w prowincji Lleida, w comarce Alta Ribagorça, w gminie El Pont de Suert.
Według danych opublikowanych przez Institut d’Estadística de Catalunya w 2020 roku liczyła 12 mieszkańców – 8 mężczyzn i 4 kobiety. Liczba mieszkańców w poprzednich latach: 11 (2008), 15 (2009), 16 (2014), 12 (2015), 10 (2019).